# Claude Brodin
Claude Brodin   (Les Andelys, 30 de juliol de 1934 - Les Andelys, 17 d'octubre de 2014) va ser un tirador d'esgrima francès, especialista en espasa, que va competir durant les dècades de 1950 i 1960. Era germà del també tirador d'esgrima Jacques Brodin.
El 1960 va prendre part en els Jocs Olímpics d'Estiu de Roma, on quedà eliminat en sèries de la competició d'espasa per equips del programa d'esgrima. Quatre anys més tard, als Jocs de Tòquio, va guanyar la medalla de bronze en la mateixa prova.
En el seu palmarès també destaca una medalla de bronze al Campionat del Món d'esgrima de 1959.